# Sylvirana annamitica
Sylvirana annamitica es una especie de anfibio anuro de la familia Ranidae.

## Distribución geográfica
Esta especie se encuentra en Vietnam y Laos.